# Bang Bang (singel Jessie J, Ariany Grande i Nicki Minaj)
Bang Bang – utwór brytyjskiej wokalistki Jessie J z gościnnym udziałem Ariany Grande i Nicki Minaj. Wydany został jako główny krążek z albumu Sweet Talker oraz jako trzeci singiel z My Everything, Ariany Grande.
Nagranie w Polsce uzyskało czterokrotnie platynową płytę.

## Historia wydania
| Kraj              | Data             | Format                 | Wytwórnia      | Ref.   |
| ----------------- | ---------------- | ---------------------- | -------------- | ------ |
| Stany Zjednoczone | 28 lipca 2014    | Hot adult contemporary | Republic       | [ 5 ]  |
| Stany Zjednoczone | 29 lipca 2014    | Digital download       | Lava, Republic | [ 6 ]  |
| Stany Zjednoczone | 29 lipca 2014    | Contemporary hit radio | Republic       | [ 7 ]  |
| Stany Zjednoczone | 29 lipca 2014    | Rhythmic contemporary  | Republic       | [ 8 ]  |
| Niemcy            | 22 sierpnia 2014 | Digital download       | Lava, Republic | [ 9 ]  |
| Włochy            | 29 sierpnia 2014 | Contemporary hit radio | Universal      | [ 10 ] |
| Irlandia          | 19 września 2014 | Digital download       | Lava, Republic | [ 11 ] |
| Wielka Brytania   | 21 września 2014 | Digital download       | Lava, Republic |        |
| Niemcy            | 26 września 2014 | CD single              | Lava, Republic | [ 12 ] |